# Stefanie Kreuzer (Literaturwissenschaftlerin)
Stefanie Kreuzer (* 1975) ist eine deutsche Germanistin und Literaturwissenschaftlerin.

## Leben
Von 1995 bis 2002 absolvierte sie ein Doppelstudium Germanistik/Deutsch und Kunst/Visuelle Kommunikation für das Lehramt an Gymnasien (1. Staatsexamen 2001) sowie Bildende Kunst (Abschluss 2002) in Mainz, Paderborn und Kassel. Nach der Promotion 2005 im Fachbereich Neuere Philologien an der Goethe-Universität  bei Burkhardt Lindner, Brigitte Scheer und Helmut Scheuer und der Habilitation 2012 an der Universität Hannover mit der Venia Legendi Neuere Deutsche Literaturwissenschaft ist er seit 2017 Professorin (W3) für Neuere Deutsche Literaturwissenschaft/Medienwissenschaft an der Universität Kassel.
Ihre Forschungsschwerpunkte sind Traum und fiktionales Erzählen in Literatur, Film und bildender Kunst, transmediales Erzählen und Narratologie, Phantastik und Postmoderne, Intertextualität und Intermedialität – Literatur, Film, Fotografie, bildende Kunst, Literatur des späten 18. bis 21. Jahrhunderts (insbes. Romantik, Vormärz, Realismus, Jahrhundertwende, Literatur nach 1945, Gegenwartsliteratur) und Experimente und/als transmediale Erkundungen in den Künsten (Literatur, Theater, Film, Musik, bildende Kunst).

## Schriften (Auswahl)
- Literarische Phantastik in der Postmoderne. Klaus Hoffers Methoden der Verwirrung. Heidelberg 2007, ISBN 3-8253-5325-7.
- Hg.: Experimente in den Künsten. Transmediale Erkundungen in Literatur, Theater, Film, Musik und bildender Kunst. Bielefeld 2012, ISBN 3-8376-2098-0.
- Traum und Erzählen in Literatur, Film und Kunst. Paderborn 2014, ISBN 3-7705-5673-9.
- mit Uwe Durst (Hg.): Das Wunderbare. Dimensionen eines Phänomens in Kunst und Kultur. Paderborn 2018, ISBN 3-7705-6239-9.